# Солёное (Тернопольская область)
Солёное (укр. Солоне) — село в Толстенской поселковой общине Чортковского района Тернопольской области Украины.
До 2020 года входило в Залещицкий район.
Код КОАТУУ — 6122087801. Население по переписи 2001 года составляло 659 человек.

## Географическое положение
Село Солёное находится у истоков реки Луча,
на расстоянии в 2 км от села Рожановка.
Рядом проходят автомобильная дорога М-19 (E 85) и
железная дорога, станция Толстое в 3-х км.

## История
- 1785 год — дата основания.

## Объекты социальной сферы
- Школа I—II ст.
- Дом культуры.
- Фельдшерско-акушерский пункт.

## Достопримечательности
- Братская могила советских воинов.